# Comblot
Comblot é uma comuna francesa na região administrativa da Normandia, no departamento Orne. Estende-se por uma área de 4,33 km². Em 2010 a comuna tinha 64 habitantes (densidade: 14,8 hab./km²).